# Bokšov
Bokšov je národní přírodní rezervace v oblasti Prešov.
Nachází se v katastrálním území obce Veľká Lodina v okrese Košice-okolí v Košickém kraji. Území bylo vyhlášeno či novelizováno v letech 1954, 1988 na rozloze 146,71 ha. Ochranné pásmo nebylo stanoveno.